# ناحیه الدار البیضاء
ناحیه الدار البیضاء (به عربی: دائرة الدار البیضاء) یک ناحیه در الجزایر است که در استان الجزیره واقع شده‌است.

## خصوصیات
ناحیه الدار البیضاء ۳۴۸٬۸۸۳ نفر جمعیت دارد.